# Ernst Brunner (Fotograf)
Ernst Brunner (* 5. Dezember 1901 in Mettmenstetten; † 1. Juni 1979 in Luzern) war ein Schweizer Fotograf und Bauernhausforscher.

## Leben
Brunner absolvierte eine Schreinerlehre im väterlichen Betrieb in Mettmenstetten. Ab 1918 machte er sich auf Wanderschaft. 1923 bis 1925 besuchte er die Schreiner-Fachschule in Nürnberg und die Klasse für Innenausbau an der Kunstgewerbeschule Zürich. 1929 stieg er aus dem Schreinergewerbe aus und zog nach Luzern. 1936 arbeitete er an einer Inventarisierung historischer Baudenkmäler im Rahmen eines öffentlichen Beschäftigungsprogramms für Arbeitslose mit. Dabei nutzte er seine in den 1920er Jahren autodidaktisch erworbenen Fähigkeiten als Fotograf. Ab 1936 erhielt er erste Aufträge als Fotograf für den Regina Verlag in Zürich. Bis 1960 machte er Publikationen in Schweizer Heim und Schweizer Familie. 1954 war er Initiant und Leiter der «Vereinigung Luzerner Bauernhausforschung», seither war er deren Fotograf. Er war zudem Mitbegründer des Schweizerischen Landwirtschaftsmuseums Burgrain in Alberswil.
Ernst Brunner dokumentierte mit grosser Sachlichkeit, da er die bäuerliche und ländliche Welt so genau wie möglich festhalten wollte. So fotografierte er längere Bildfolgen, um Arbeitsabläufe so genau wie möglich zu dokumentieren, und legte dabei grossen Wert auf das Miteinbeziehen des historischen, geografischen und sozialen Umfelds, wenn er zum Beispiel handwerkliche Verrichtungen fotografierte.

## Ausstellungen
- Photographie in der Schweiz – Heute. Gewerbemuseum, Basel 1949, Gruppenausstellung
- The Family of Man. Museum of Modern Art, New York 1955, Gruppenausstellung
- Seitenblicke. Die Schweiz 1848 bis 1998. Forum der Schweizer Geschichte, Schwyz 1998, Gruppenausstellung

## Publikationen
- 100 Bilder von einem Kohlenmeiler im Entlebuch. Luzern 1940.
- Die Bauernhäuser im Kanton Luzern. Schweizerische Gesellschaft für Volkskunde, Basel, 1977.

## Sekundärliteratur
- Volkskunde der Schweiz. Rentsch Verlag, Erlenbach 1946.
- Graubünden (Volkserbe der Schweiz). Basel 1946.
- Photographie in der Schweiz – Heute. Gewerbemuseum, Basel 1949.
- Photo 49. Sonderheft von Publicité et Arts Graphiques, Genf 1949.
- Wo Berge sich erheben. Zürich 1955.
- Ernst Brunner. Photographien 1937–1962. Offizin Verlag, Zürich 1995.
- Seitenblicke. Die Schweiz 1848 bis 1998. Offizin Verlag, Zürich 1998.
- Fotografie im Emmental. Idyll und Realität. Kunstmuseum Bern, Bern 2000.